# Ånäs, Vanda stad
Ånäs (finska: Jokiniemi) är en stadsdel i Vanda stad i landskapet Nyland, avgränsad i väster av Stambanan och Dickursby och i öster av Kervo å och Räckhalsbäcken. Ånäs uppfattas ofta som en del av Dickursby eftersom Dickursby järnvägsstation ligger mitt emellan Dickursby och Ånäs.

## Historia
Ånäs har fått sitt namn av sitt läge vid Kervo å. Mitt i stadsdelen finns Wintersbacken som består av en låg sandås som fortsätter i Sandkulla. I övrigt består terrängen av en låg ådal. Området har varit bebott redan 3000-2600 år före Kristus då området utgjorde en havsvik. Man har utfört arkeologiska utgrävningar på de forntida boplatser som hittats i Ånäs.
Nära Dickursby blir terrängen brantare och Kervo å bildar Dickursbyforsen. Det fanns en kvarn på platsen redan på 1600-talet. År 1862 blev järnvägen färdig och samma år byggdes ett oljeslageri i anslutning till forsen och senare ett fernissakokeri. Kring kokeriet växte senare en målarfärgs- och lackfabrik fram som numera heter Tikkurila Oy. De gamla fabriksbyggnaderna kring järnvägen revs på 1980-talet och fabriken fungerar numera i Fastböle en bit längre bort på andra sidan Kervo å. Kvar finns ännu fernissakokeriets rödtegelbyggnad som byggts om till multifunktionshuset Vernissa. Grönbergs blysmälteri fungerade i Ånäs åren 1928-1984. Fabriken lämnade efter sig stora miljöproblem; kring fabriken måste stora mängder jord schaktas bort förrän man kunde bygga bostäder på området. Området närmast fabriken sanerades först år 2004 och har varit oanvänt sedan dess. Man har planerat kontor och offentliga byggnader på platsen. 
Också annan verksamhet än industrier har fungerat i Ånäs. Den statliga lantbrukets forskningscentral MTT hade sina utrymmen i Ånäs från början av 1900-talet fram till 1980-talet innan den flyttade till Jockis i Egentliga Tavastland. Den växande staden hade gjort att experimentodling och boskapsskötsel inte kunde fortsätta på området. De före detta kontorsbyggnaderna, laboratorierna och arbetarbostäderna är byggda i stilarna jugend och funktionalism och bildar en arkitektoniskt viktig helhet. President Lauri Kristian Relander bodde i ett av jugendhusen då han var assistent vid MTT åren 1907-1917. Om somrarna håller Relander-museet öppet. 
Till de byggnader som frigjordes från MTT flyttade skogsforskningscentralen Metla in år 1981. Skogsforskarna har låtit bygga en ny flygel i byggnaden och ett centrallaboratorium.

## Bosättning och service

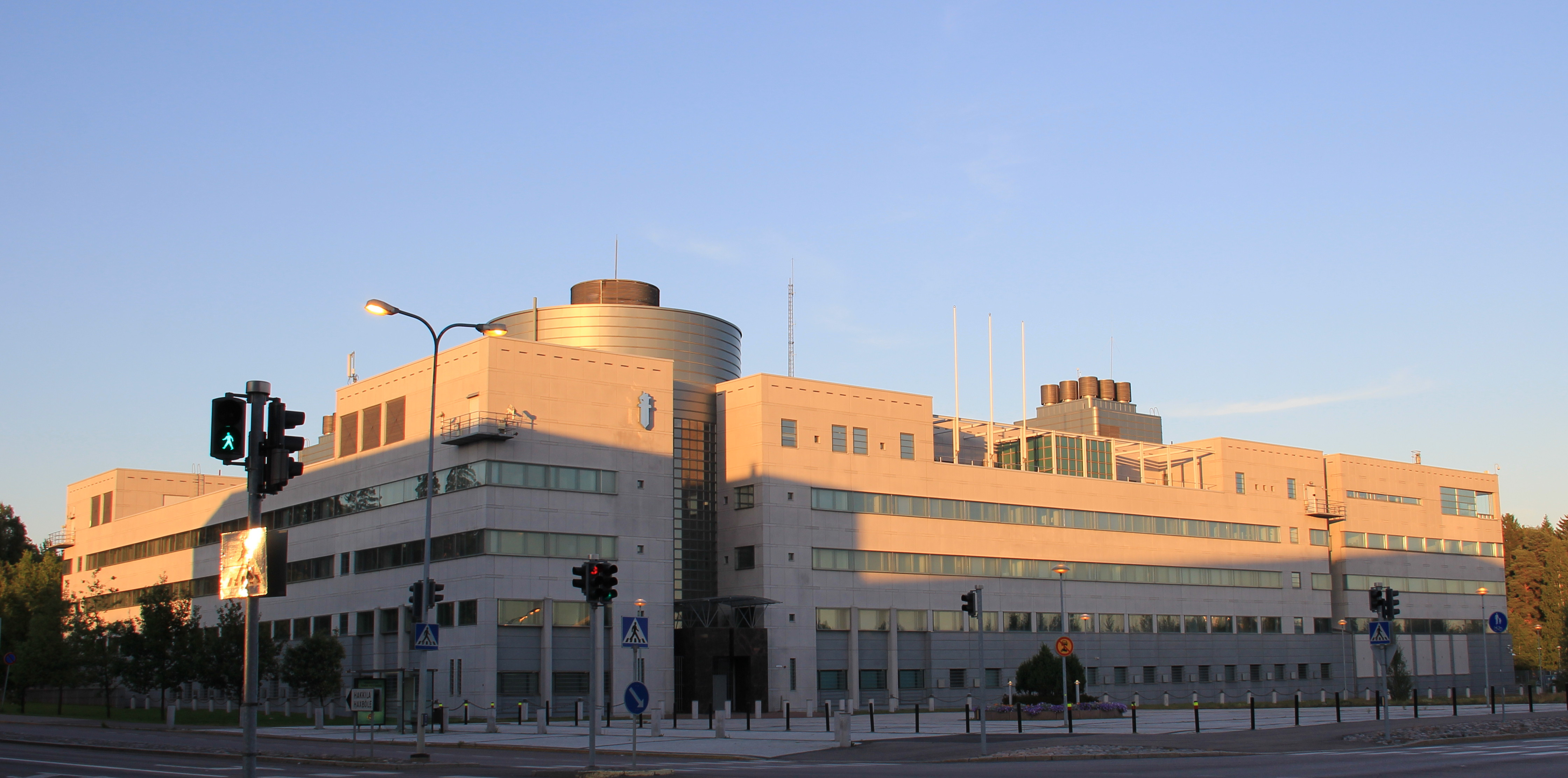
Centralkriminalpolisen

Ånäs ligger mitt emot Dickursby på den östra sidan av järnvägen och ingår i princip i Dickursby tätort. Det finns ingen kommersiell service i området, utan ånäsborna handlar i Dickursby. Vandas största svenskspråkiga skola, Dickursby skola, ligger de facto i Ånäs. Sandkulla idrottsplan, Sandkulla golfplan och tennisplaner finns i stadsdelen. I MTT:s tidigare fähus, Navethalia, verkar numera amatörteatern Vantaan Näyttämö. Staten byggde nya utrymmen i Ånäs för Metla och Centralkriminalpolisen på 1990-talet.  
Den äldsta bebyggelsen i Ånäs är bondgårdar och gamla egnahemshus vid Sandkulla järnvägsstation. De första höghusen i Brännmalmen byggdes på 1950-talet, likaså ett tornhus vid Sandkulla station. På 1960-talet och framför allt på 1990- och 2000-talen har det byggts många höghus i området, främst hyreslägenheter, men numera också ägarbostäder. Bostäderna är små och populära bland studerande; ett av studentbostadsstiftelsens HOAS största bostadskomplex finns i Ånäs. Det obebyggda området kring järnvägen kommer att bebyggas på grund av dess goda läge. Man har redan byggt ett 12 våningar högt bostadshus invid Dickursby station. Huset är det högsta i Ånäs och det näst högsta i tätorten Dickursby.